# Luna 1958B
Luna 1958B var den andra rymdsonden i Lunaprogrammet. Luna 1958B sköts upp den 12 oktober 1958 och hade som mål att kollidera med månen. Det är inte känt om Luna 1958B bar med sig en natriumbehållare likt dess föregångare Luna 1958A.
Uppdraget misslyckades eftersom uppskjutningsfarkosten exploderade 100 sekunder efter start.